# بخش‌های دپارتمان اوب
بخش‌های دپارتمان اوب (انگلیسی: Arrondissements of the Aube department) شامل ۳ بخش به شرح زیر است:
1. بخش بر-سور-اوب با ۱۰۴ کمون (فرانسه) و جمعیت ۲۸ هزار نفر در سال ۲۰۱۳ می‌باشد.
2. بخش نوژان-سور-سن با ۸۰ کمون (فرانسه) و جمعیت ۵۵ هزار نفر در سال ۲۰۱۳ می‌باشد.
3. بخش تروا با ۲۴۷ کمون (فرانسه) و جمعیت ۲۲۲ هزار نفر در سال ۲۰۱۳ می‌باشد.